# Robert de Coquereaumont
Robert de Coquereaumont war ein französischer Hersteller von Automobilen.

## Unternehmensgeschichte
Das Unternehmen aus der Rue de Lessard 87 in Rouen begann 1920 mit der Produktion von Automobilen. Der Markenname lautete Coq. Im gleichen Jahr endete die Produktion.

## Fahrzeuge
Im Angebot stand nur ein Modell. Dies war ein Cyclecar. Die Torpedokarosserie bot Platz für zwei Personen. Für den Antrieb sorgte ein Zweitaktmotor. Das Getriebe verfügte über vier Gänge. Unüblich für ein solches Fahrzeug war elektrisches Licht und ein Elektrostarter.